# 산시 중의약대학 (섬서성)
산시 중의약대학(陕西中医药大学)은 중화인민공화국의 산시성(陕西省) 의학 학교이다. 이 대학의 전신은 1952년 시안에서 설립된 시베이 중의학 양성학교(西北中医进修学校)이며, 산시성에서 한의학 고급 인재를 양성하는 유일한 종합 고등교육 기관이다.
해당 대학은 두 개의 캠퍼스를 운영하고 있다. 하나는 중국의 역사적 고도(古都)인 셴양(咸阳)에 위치한 북캠퍼스이며, 다른 하나는 시안 신구(西安新区) 단강(沣河) 인근에 자리한 남캠퍼스로, 총 면적은 약 796,675.3제곱미터에 이른다.
1. ↑  “陕西中医药大学（Shaanxi University of Chinese Medicine）_爱陕西-陕西旅游文化网”. 2025년 6월 3일에 확인함.